# ثيا اندروز
ثيا اندروز هي معلقة رياضية وصحفية كندية، ولدت في 4 أكتوبر 1973 في تورونتو في كندا.

## وصلات خارجية
- ثيا اندروز على موقع IMDb (الإنجليزية)
- ثيا اندروز على موقع قاعدة بيانات الفيلم (الإنجليزية)